# José Sulaimán
José Sulaimán (ur. 30 maja 1931 w Ciudad Victoria, zm. 16 stycznia 2014 w Los Angeles) – meksykański prezydent federacji bokserskiej WBC.

## Życiorys
José Sulaimán urodził się 30 maja 1931 roku. Ojciec pochodzenia libańskiego, matka syryjskiego. W wieku 37 lat dołączył do World Boxing Council. Był amatorskim bokserem, trenerem i sędzią. Od 1975 do 2014 roku był prezydentem federacji bokserskiej WBC. Pod jego przewodnictwem federacja przeszła wiele zmian głównie w zakresie regulacji przepisów i zasad które w dużej mierze poprawiły ochronę życia i zdrowia zawodników. Do najważniejszych zmian można zaliczyć: skrócenie pojedynków z 15 do 12 rund, obowiązkowe badania lekarskie przed i po pojedynkach, oficjalne ważenia zawodników 24 godziny przed walką oraz wprowadzenie pośrednich kategorii wagowych. Poza tym, finansował program mający na celu minimalizowanie i leczenie urazu mózgu u bokserów.
Za jego kadencji WBC osiągnęło zasięg globalny, stając się jedną z największych federacji promujących i sankcjonujących zawodowy boks na świecie.
Od 2007 członek Międzynarodowej Bokserskiej Galerii Sław.
Zmarł 16 stycznia 2014 roku w wieku 82 lat po ciężkiej chorobie serca.